# برق بركاني
ظاهرة البرق البركاني هي ظاهرة نادرة وغامضة جداً وتعتبر الوجه الجمالي الوحيد للبركان الذي غالباً مايخلف دماراً واسعاً وخسائراً فادحةً.

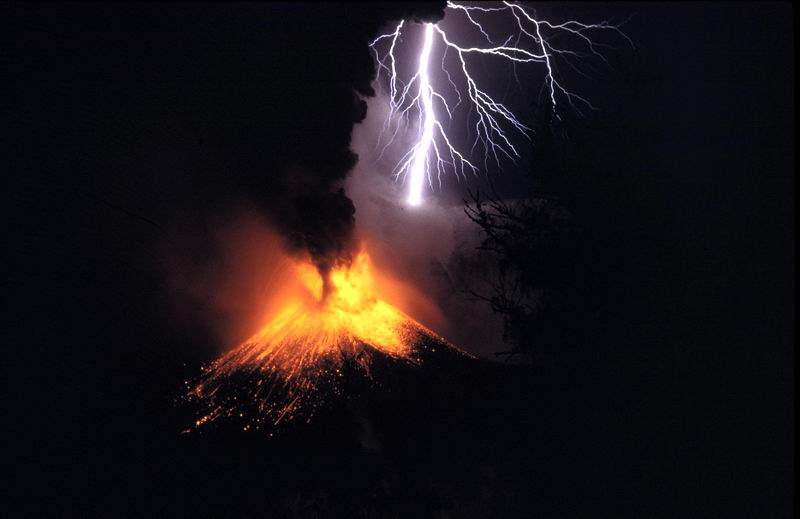
برق بركاني فوق ثورة بركانية لجبل رينجاني.

## التفسير العلمي
لا يوجد تفسير علمي دقيق لهذه الظاهرة النادرة الا ان التفسير المنطقي لهذه الظاهرة هو نتيجة للجسيمات الموجبة الشحنات التي ينفثها البركان إلى الهواء وعند وصولها لمناطق مشحونة بشحنة سالبة يبدأ التفريغ الكهربائي على شكل بروق وصواعق لمعادلة الشحنات في الهواء.

## توثيق لظاهرة البرق البركاني
تمكن المصور الفوتوغرافي الألماني «مارك تشيغلات» من التقاظ فيديو لظاهرة البرق البركاني بين حمم بركان ساكوراجيما في اليابان بهدف توثيق هذة الظاهرة التي لا يمكن رؤيتها الا نادراً.